# World Apart
World Apart (ワールドアパート, Wārudo Apāto) je prvi singl japanskog rock sastava Asian Kung-Fu Generation s njihovog trećeg studijskog albuma Fanclub, objavljen 15. veljače 2006. To je bio prvi singl sastava nakon obilježavnja 10. godišnjice od osnutka, te je bio njihov prvi singl koji se našao na vrhu Oriconove ljestvice. Uz to, pjesma s B-strane "Uso to Wonderland" bila je prva u kojoj je glavni vokal bio Kensuke Kita.
Videospot za singl "World Apart" režirao je Nobujuki Matsukava, uz Atsušija Masatiku i Satošija Ivašitu.

## Popis pjesama
1. World Apart (ワールドアパート Wārudo Apāto)
2. Eien ni (永遠に, "Eien ni")
3. Uso to Wonderland (嘘とワンダーランド, Uso to Wandārando)

## Produkcija
- Masafumi Goto - vokal, gitara
- Kensuke Kita - gitara, prateći vokal
- Takahiro Yamada – bas, prateći vokal
- Kiyoshi Ijichi – bubnjevi
- Asian Kung-Fu Generation – producent

## Ljestvica
| Godina | Ljestvica | Najviša pozicija |
| ------ | --------- | ---------------- |
| 2006.  | Oricon    | 1                |